# Трижды периодическая минимальная поверхность
Трижды периодическая минимальная поверхность (ТПМП, англ. triply periodic minimal surface, TPMS) — это минимальная поверхность в {\displaystyle \mathbb {R} ^{3}}, являющаяся инвариантом по переносам в решётке ранга 3.
Эти поверхности имеют симметрии кристаллографической группы. Известны многочисленные примеры с кубическими, тетрагональными, гексагональными и ромбическими симметриями. Моноклинные и триклинные примеры определённо существуют, но было доказано, что их сложно параметризовать.
ТПМП востребованы в естественных науках. ТПМП были обнаружены как биологические мембраны, как блок-сополимеры, эквипотенциальные поверхности в кристаллах  и др. Они также вызывают интерес в архитектуре, художественном оформлении и искусстве.

## Свойства
Почти все изучавшиеся ТПМП не имели самопересечений (то есть были вложены в {\displaystyle \mathbb {R} ^{3}}) — с математической точки зрения они наиболее интересны (поскольку самопересекающихся поверхностей очевидным образом имеется в изобилии).
Все связные ТПМП имеют род {\displaystyle \geqslant 3} и в любой решётке существуют ориентированные вложенные ТПМП любого рода {\displaystyle \geqslant 3}.
Вложенные ТПМП ориентируемы и делят пространство на два непересекающихся подобъёма (лабиринта). Если эти два лабиринта конгруэнтны, говорят, что поверхность является сбалансированной поверхностью.

## История
Первыми примерами ТПМП были описанные Шварцем поверхности в 1865, за которыми последовала поверхность, описанная его студентом Э. Р. Неовиусом в 1883.
В 1970 году Алан Шён выступил с 12 новыми ТПМП, основанными на скелетных схемах кристаллографических решёток. Хотя поверхности Шёна завоевали популярность в естественных науках, построения не получили математического доказательства существования и оставались большей частью неизвестными для математиков, пока в 1989 году Г. Керхер не доказал их существование.
С помощью сопряжённых поверхностей было найдено много других поверхностей. Хотя представления Вейерштрасса известны для простых примеров, для большинства поверхностей они не известны. Вместо этого зачастую используются методы дискретной дифференциальной геометрии.

## Семейства
Классификация ТПМП является открытой проблемой.
ТПМП часто образуют семейства, и их можно непрерывно деформировать из одной в другую. Миикс нашёл семейство с 5 параметрами для ТПМП рода 3, которое содержит все известные примеры поверхностей рода 3, за исключением гироида. Члены этого семейства можно непрерывно деформировать одно в другое, при этом поверхность остаётся вложенной во время процесса деформации (хотя решётка может меняться). Гироид и лидиноид находятся в отдельном 1-параметрическом семействе.
Другой подход классификации ТПМП заключается в рассмотрении их пространственных групп. Для поверхностей, содержащих прямые, можно перенумеровать возможные граничные многоугольники, обеспечивая тем самым классификацию.

## Обобщения
Периодические минимальные поверхности можно построить в S3 и H3.
Можно обобщить разбиение пространства на лабиринты, чтобы найти трижды периодические (возможно, ветвящиеся) минимальные поверхности, которые разбивают пространство более чем на две части.
Квазипериодические минимальные поверхности были построены в {\displaystyle \mathbb {R} ^{2}\times \mathbf {S} ^{1}}. Было высказано предположение, так и не доказанное, что минимальные поверхности с квазикристаллическим порядком существуют в {\displaystyle \mathbb {R} ^{3}}.

## Галерея внешних изображений
- ТПМП галерея Кена Бракке
- ТПМП из Архива Мнимальных Поверхностей
- Трижды периодические сбалансированные минимальные поверхности с кубической симметрией
- Галерея минимальных периодических поверхностей
- 3-периодические минимальные поверхности без самопересечений